# Saint-Laurent-sous-Coiron
Saint-Laurent-sous-Coiron é uma comuna francesa na região administrativa de Auvérnia-Ródano-Alpes, no departamento de Ardèche. Estende-se por uma área de 15,58 km². Em 2010 a comuna tinha 109 habitantes (densidade: 7 hab./km²).